# Giorgio Frassineti
Giorgio Frassineti (29 de septiembre de 1964 en Forlì) es un político italiano Partido Democrático (PD) y, desde 2009, el alcalde de Predappio.

## Vida
En 1990, Giorgio Frassineti terminó sus estudios de Geografía en la Universidad de Bolonia.
En junio de 2009 fue elegido como representante de un partido de coalición de centro-izquierda el alclade de Predappio, el lugar de nacimiento de Mussolini. El municipio con 6.000 habitantes está situado en la región italiana Emilia-Romagna. 
Frassineti se ha comprometido a conservar los edificios históricos de Predappio, especialmente los que habían sido construido a partir de los años 1920. El Alcalde aboga por una mayor compromiso cultural y económico de su municipio para reconciliarse con su historia fascista. Es un miembro de la Asociación para la Protección y la Conservación del Patrimonio arquitectónico fascista. 
Frassineti es autor de la Idea de establecer un centro de documentación internacional del siglo XX. 

## Centro de Documentación delsigloXX
Este concepto tiene como meta el enfrentamiento con la propia historia fascista y, además, la historia del siglo XX en general. 
El proyecto prevé 1200 m² de superficie de exposición permanente que se elabora bajo la dirección del Instituto de Parri en Bolonia. El proyecto incluye también la colanoración con proyectos ya existentes como la Casa de la Responsabilidad y el Servicio Austríaco en el Extranjero. En un futuro los voluntarios de esa última asociación podrían trabajar también en el Centro de Documentación del siglo XX en Predappio.
En septiembre de 2011 Giorgio Frassineti fue invitado por Andreas Maislinger y Oscar Branko Lustig a las vigésimos Días de Historia Contemporánea de Braunau con el tema "Difícil Herencia". El 19 de julio de 2016 el concejo de Predappio dio oficialmente el permiso para realizar el centro de documentación al Instituto de Parti con un presupuesto de 3.000.000 euros necesarios. 2.000.000 euros del presupuesto se pagarán por la Región de Emilia-Romaña y por la UE. 
Por su compromiso extraordinario de dar una nueva imagen a Predappio Giorgio Frassineti fue honrado el 3 de septiembre de 2016 con el Austrian Holocaust Memorial Award.

## Premios
- 2016: Austrian Holocaust Memorial Award